# Біллінгслі (Алабама)
Біллінгслі (англ. Billingsley) — місто (англ. town) в США, в окрузі Отога штату Алабама. Населення — 125 осіб (2020).

## Географія
Біллінгслі розташоване за координатами 32°39′38″ пн. ш. 86°42′35″ зх. д. / 32.66056° пн. ш. 86.70972° зх. д. (32.660520, -86.709707).  За даними Бюро перепису населення США в 2010 році місто мало площу 3,39 км², з яких 3,38 км² — суходіл та 0,00 км² — водойми.

## Демографія
Згідно з переписом 2010 року, у місті мешкали 144 особи в 58 домогосподарствах у складі 44 родин. Густота населення становила 43 особи/км².  Було 74 помешкання (22/км²).
Расовий склад населення:
| - 86,1 % — білих - 11,1 % — чорних або афроамериканців - 2,1 % — корінних американців |

До двох чи більше рас належало 0,0 %. Частка іспаномовних становила 0,7 % від усіх жителів.
За віковим діапазоном населення розподілялося таким чином: 28,5 % — особи молодші 18 років, 52,1 % — особи у віці 18—64 років, 19,4 % — особи у віці 65 років та старші. Медіана віку мешканця становила 37,5 року. На 100 осіб жіночої статі у місті припадало 84,6 чоловіків;  на 100 жінок у віці від 18 років та старших — 94,3 чоловіків також старших 18 років.
Середній дохід на одне домашнє господарство  становив 102 586 доларів США (медіана — 41 250), а середній дохід на одну сім'ю — 129 057 доларів (медіана — 46 250). За межею бідності перебувало 20,5 % осіб, у тому числі 23,5 % дітей у віці до 18 років та 5,7 % осіб у віці 65 років та старших.
Цивільне працевлаштоване населення становило 58 осіб. Основні галузі зайнятості: роздрібна торгівля — 22,4 %, транспорт — 15,5 %, мистецтво, розваги та відпочинок — 13,8 %.